# Sketches of Spain
Sketches of Spain is een jazzplaat van Miles Davis en Gil Evans, die de arrangementen en het dirigeerwerk voor zijn rekening nam. De plaat werd in 1960 uitgegeven door Columbia. De opnames vonden plaats in november 1959 en maart 1960 in de 30th Street Studio in New York.
Na Miles Ahead en Porgy and Bess, was Sketches of Spain de derde samenwerking tussen
Miles Davis en Gil Evans. Het werd de eerste plaat die het jazzpubliek met Spaanse muziek in aanraking bracht en niet louter met Latinoritmes, rumba's of tango's.
Sketches of Spain is deels een bewerking van Concierto de Aranjuez en Concierto de Andaluz van Joaquín Rodrigo. Het nummer Will O' The Wisp is geïnspireerd door het ballet El amor brujo van Manuel de Falla.

## Tracklist
1. Concierto De Aranjuez (Adagio)
2. Will O' The Wisp
3. The Pan Piper
4. Saeta
5. Solea

Op de cd-versie van 1997 staan drie extra tracks:
- Song Of Our Country (3'23), een opname waaraan zowel in november '59 als in maart '60 werd gewerkt, maar die tot 1981 onuitgegeven bleef (verscheen op de Miles Davis-bloemlezing Directions);
- Concierto de Aranjuez (deel één) (12'04), een onuitgegeven opname van 15 november '59;
- Concierto de Aranjuez (deel twee) (3'33), het concerto-einde opgenomen op 20 november '59.

## Bezetting
- Miles Davis - trompet en bugel
- Gil Evans - dirigent
- Paul Chambers - bas
- Jimmy Cobb - drums
- Elvin Jones, Jose Mangual - percussie
- Ernie Royal, Bernie Glow, Louis Mucci, Taft Jordan, Johnny Coles - trompet
- Dick Hixon, Frank Rehak - trombone
- Jimmy Buffington, John Barrows, Earl Chapin, Joe Singer, Tony Miranda - hoorn
- Jimmy McAllister, Bill Barber - tuba
- Al Block, Eddie Caine, Harold Feldman - fluit
- Janet Putnam - harp
- Romeo Penque - hobo
- Harold Feldman - hobo, klarinet
- Danny Bank - basklarinet
- Jack Knitzer - fagot